# STP 항공
STP 항공(영어: STP Airways, 포르투갈어: Sao Tome & Principe Airways)은 상투메프린시페의 국영 항공사로 주로 아프리카, 유럽에 취항하고 있다. 상투메 국제공항이 허브 공항으로 2008년에 설립되어 주로 보잉 기종을 사용하고 있다.
이 항공사의 경우 유럽 연합 측에서 보안 문제와 기종 노후화 문제를 이유로 EU 역내 취항 금지 항공 회사 목록 리스트에 들어 가면서 유럽 취항을 전면 금지 했으나 현재까지 리스본 직항 노선을 운항하고 있다.

## 운항 노선
- 앙골라
  - 루안다 - 루안다 콰트루 드 페베레이루 공항
- 포르투갈
  - 리스본 - 리스본 포르텔라 공항
- 상투메프린시페
  - 상투메 - 상투메 국제공항 허브
  - 프린시페 - 프린시페 공항

## 보유 기종
- 2012년 8월 기준으로 STP 항공은 다음과 같은 기종을 보유하고 있다.[3]<